# 沙里院強制収容所
沙里院強制収容所（サリウォンきょうせいしゅうようじょ）は、朝鮮民主主義人民共和国黄海北道沙里院市に所在する「再教育」のための強制収容所。

## 概要
正式名称は、第6号教化所（だい6ごうきょうかじょ）。朝鮮民主主義人民共和国鉄道省の沙里院青年駅から北東1.25キロメートルの地点に位置する。およそ3,500名から4,000名の囚人を収監している。